# Mormoopidae
A Mormoopidae, az emlősök (Mammalia) osztályába a denevérek (Chiroptera) rendjébe, a kis denevérek (Microchiroptera) alrendjébe tartozó  család.
Amerika trópusi és szubtrópusi vidékein honosak.
Rovarok szerepelnek a család étlapján.
Nem hibernálódnak.

## Rendszerezés
- Mormoops Leach, 1821
  - Mormoops blainvillii (Leach, 1821)
  - Mormoops magna† (Silva-Taboada, 1974)
  - Mormoops megalophylla (Peters, 1864)
- Genus Pteronotus Gray, 1838
  - Subgenus Chilonycteris Gray, 1839
    - Pteronotus macleayii (Gray, 1839)
    - Pteronotus personatus (Wagner, 1843)
    - Pteronotus quadridens (Gundlach, 1860)

  - Subgenus Phyllodia Gray, 1843
    - Pteronotus paraguanensis (Linares & Ojasti, 1974)
    - Pteronotus parnellii (Gray, 1843)
    - Pteronotus pristinus† (Silva-Taboada, 1974)

  - Subgenus Pteronotus Gray, 1838
    - Pteronotus davyi (Gray, 1838)
    - Pteronotus gymnonotus (Natterer, 1843)